# USS John D. Edwards (DD-216)
L'USS John D. Edwards (DD-216) est un destroyer de classe Clemson mis en service dans l'United States Navy au début des années 1920.
Baptisé en l'honneur du Lieutenant John D. Edwards (en), il est mis sur cale le 21 mai 1919 au chantier William Cramp and Sons, lancé le 4 octobre 1919, parrainé par May Marshall Edwards; et mis en service le 24 septembre 1920 sous le commander Alexander Sharp.

## Historique

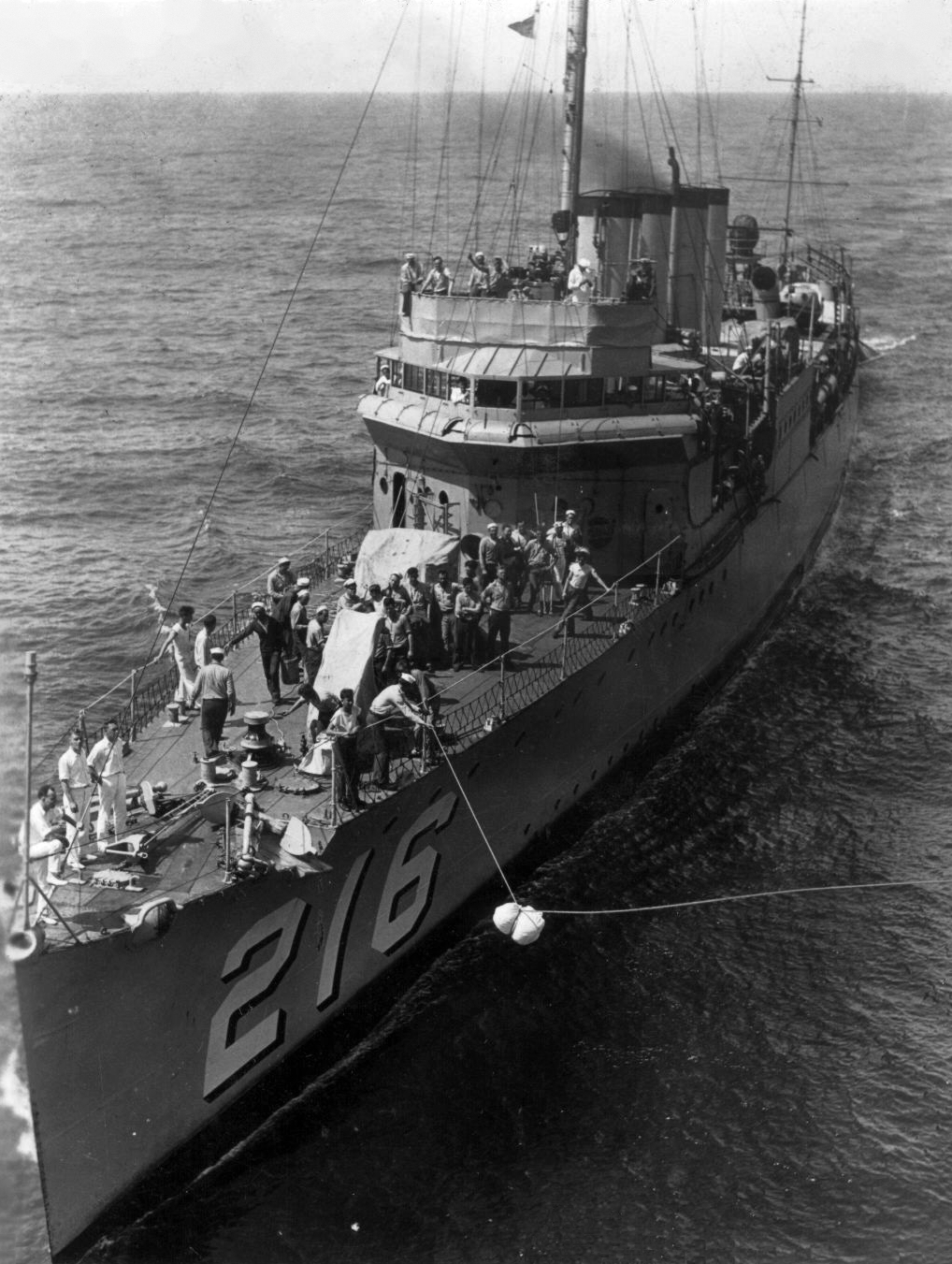
L'Edwards en compagnie du au large de Cavite, dans les années 1930.

Après ses essais, le John D. Edwards quitta Philadelphie le 14 mai 1920 pour patrouiller dans les eaux turques. Face à la montée des tensions au Proche-Orient, le destroyer évacua les réfugiés tout en fournissant des installations de communication dans la zone. Il opéra dans les eaux turques jusqu'au 2 mai 1921, date à laquelle il rejoignit l'Asiatic Squadron.
À son arrivée à Cavite, aux Philippines, le 29 juin, l'Edwards débute ses patrouilles en Extrême-Orient. Il assista notamment les victimes du tremblement de terre japonais en 1923, transportant des secours et de l'alimentation à Yokohama.
Lorsque la guerre civile chinoise éclata en 1924, le destroyer protégea un cours laps de temps les droits étrangers dans le pays. Il quitta le continent le 18 mai 1925 et arriva à New York le 13 juillet.
Au cours des trois années suivantes, opéra depuis Norfolk, en Virginie, effectuant des croisières d'entraînement réguliers le long de la côte et dans les Caraïbes. Après une croisière méditerranéenne à la fin de 1927, l'Edwards transita par le canal de Panama et arriva à San Pedro, en Californie, pour servir dans le Pacifique. Il opéra le long de la côte ouest jusqu'au 1er août 1929, date à laquelle il navigua pour l'Extrême-Orient, arrivant à Yokohama le 26 août.
Opérant au large des Philippines, le long de la côte chinoise et au large du Japon, il protégea les intérêts américains pendant la guerre sino-japonaise à la fin des années 1930, tout en effectuant des entraînements et des patrouilles de neutralité dans le fleuve Yangtze.
Au cours des deux premières années des années 1940, le John D. Edwards effectua de nombreux exercices d'entraînement avec les sous-marins. Peu de temps après le début des hostilités avec le Japon le 7 décembre 1941, il quitta Balikpapan pour rechercher des survivants du HMS Prince of Wales. Au cours des deux mois suivants, il se livra à des opérations de patrouille, d'escorte et de patrouilles anti-sous-marine dans le but de stopper l'avancée vers le sud des puissantes forces japonaises des Philippines faisant route vers les Indes orientales néerlandaises. Affectée à la 29e escadron de destroyers, le destroyer quitta l'île Madura le 4 février 1942. Dans le cadre d'une force de frappe de croiseur-croiseur, il navigua vers le détroit de Makassar pour intercepter un convoi japonais en direction de la mer de Java. Ce matin-là, les bombardiers japonais attaquèrent les navires pendant que la force de frappe cinglait au nord de Bali. Les avions effectuèrent plusieurs attaques qui endommagèrent fortement les Marblehead et Houston. Après l'attaque, l'Edwards escorta les croiseurs endommagés via le détroit de Lombok jusqu'à Tjilatjap, sur la côte sud de Java.
À la mi-février, l'Edwards prit part à la tentative infructueuse d'intercepter un convoi d'invasion japonais au large du détroit de Banka à Palembang (Sumatra). À la suite de cette action, il reprit la mer pour la côte est de Bali pour attaquer une force de transport de destroyer japonais dans le détroit de Badung. Aux premières heures du 20 février, l'Edwards, accompagné de trois autres destroyers, engagea des destroyers japonais dans une bataille de torpilles et de tirs qui endommagea gravement le destroyer Michishio. Les destroyers américains retournèrent ensuite à Surabaya (Java) le même jour.
Dans le cadre du American-British-Dutch-Australian Command sous le commandement du contre-amiral Karel Doorman, l'Edwards engagea la force d'invasion japonaise du 27 février lors de la bataille de la mer de Java; cet engagement dura 7 heures.
Après avoir tiré toutes les torpilles pendant la bataille, le destroyer retourné à Surabaya pour faire le plein. Accompagnée de trois autres navires, le groupe partit pour l'Australie après la tombée de la nuit du 28 février. Alors qu'ils transitaient par le détroit de Bali, les destroyers se livrèrent le 1er mars à un bref duel avec des navires japonais. Dépourvus de torpilles et manquant de munitions, les navires américains se replièrent et fuirent vers le sud, faisant route pour Fremantle, où ils arrivent au début du mois de mars.
Pendant les deux mois suivants, l'Edwards escorta des convois hors d'Australie avant d'arriver à Pearl Harbor le 1er juin. Il escorta des convois de Pearl Harbor à San Francisco jusqu'au 15 juin 1943, date à laquelle il rejoignit Brooklyn (New York) pour commencer son service d'escorte dans l'Atlantique. Le destroyer navigua le long des côtes et en Afrique du Nord, escortant des navires de ravitaillement durant les 9 mois suivants.
Jusqu'à la fin de la guerre, l'Edwards escorta des convois dans l'Atlantique et entraîna des sous-marins au large de la zone du canal de Panama. Après la fin du conflit en Europe, le destroyer arriva à Philadelphie le 15 juin 1945 et y fut désarmé le 28 juillet 1945. Le destroyer fut vendu à la société Boston Metal Company de Baltimore (Maryland) en janvier 1946.

## Récompenses
Le John D. Edwards a reçu trois Battle stars pour son service dans la Seconde Guerre mondiale.